# مختارآباد (جازموریان)
مختارآباد، روستایی در دهستان جازموریان بخش مرکزی شهرستان جازموریان در استان کرمان ایران است.

## جمعیت
بر پایه سرشماری عمومی نفوس و مسکن در سال ۱۳۹۵، جمعیت این روستا برابر با ۶۵۳ نفر (۱۳۷ خانوار) بوده است.